# Nama rothrockii
Nama rothrockii är en strävbladig växtart som beskrevs av Asa Gray. Nama rothrockii ingår i släktet Nama och familjen strävbladiga växter. Inga underarter finns listade i Catalogue of Life.